# Bataille de Prey Veng
Guerre du Viêt Nam
Batailles
Théâtre d'opérations cambodgien pendant la Guerre du Viêt Nam
La bataille de Prey Veng a eu lieu dans le sud du Cambodge le 15 juin 1970, durant la Guerre du Viêt Nam. Elle s'est déroulée à Prey Veng, sur le théâtre d'opérations cambodgien de la Guerre du Viêt Nam. L'Armée de la république du Viêt Nam (RAVN) et les troupes cambodgiennes y ont vaincu l'armée populaire vietnamienne et le Viêt Cong.